# تپه آق‌بلاغ ۳
تپه آق بلاغ ۳ در استان قزوین، شهرستان آوج، بخش آبگرم، روستای شاخدار واقع شده و این اثر در تاریخ ۱۸ اردیبهشت ۱۳۸۰ با شمارهٔ ثبت ۳۷۹۷ به‌عنوان یکی از آثار ملی ایران به ثبت رسیده است.